# 德化林站
德化林站（英語：Dufferin Station）是一座多倫多地鐵布魯亞－丹佛線車站，坐落加拿大安大略省多倫多德化林街（Dufferin Street）和布魯亞西街（Bloor Street West）的交界處以北，於1966年2月26日聯同該地鐵線的首期路段一起開幕。
下列由多倫多公車局營運的巴士線駛經德化林站：
- 29號德化林巴士線（Dufferin）
- 329號德化林深宵巴士線（Dufferin）
- 402號柏杜社區巴士線（Parkdale Community Bus）

## 外部連結
- 维基共享资源上的相關多媒體資源：德化林站
- （英文）TTC Dufferin Station （页面存档备份，存于）－多倫多公車局網站 德化林站頁面